# Gangster Squad – Lovci mafie
Gangster Squad – Lovci mafie (v anglickém originále Gangster Squad) je americký akční kriminální thrillerový film z roku 2013. Režie se ujal Ruben Fleischer a scénáře Will Beall. Ve snímku hrají hlavní role Josh Brolin, Ryan Gosling, Nick Nolte, Emma Stoneová a Sean Penn.
Film měl mít premiéru 7. září 2010, ale byla posunuta na 11. ledna 2013. V České republice měl snímek premiéru 31. ledna 2013.

## Obsazení
| Josh Brolin          | seržant John O'Mara      |
| Ryan Gosling         | seržant Jerry Wooters    |
| Sean Penn            | Mickey Cohen             |
| Emma Stoneová        | Grace Faraday            |
| Nick Nolte           | Bill Paker               |
| Anthony Mackie       | detektiv Coleman Harris  |
| Giovanni Ribisi      | detektiv Conwell Keeler  |
| Michal Peña          | detektiv Navidad Ramirez |
| Robert Patrick       | detektiv Max Kennard     |
| Mireille Enos        | Connie O'Mara            |
| Holt McCallany       | Karl Lennox              |
| Josh Pence           | Daryl Gates              |
| Frank Grillo         | Jimmy Reagan             |
| James Hébert         | Mitch Racine             |
| Haley Strode         | Marcia Keeler            |
| Sullivan Stapleton   | Jack Whalen              |
| Maxwell Perry Cotton | Charlie                  |
| Lucy Walsh           | manikérka                |
| Troy Garity          | jednooký asistent        |
| James Carpinello     | Johnny Stompanato        |
| Jon Polito           | Jack Dragna              |
| Wade Williams        | Rourke                   |

## Přijetí

### Tržby
Film vydělal 46 milionů dolarů v Severní Americe a 59,2 milionů dolarů v ostatních oblastech, celkově tak vydělal 105,2 milionů dolarů po celém světě. Rozpočet filmu činil 60 milionů dolarů. Za první víkend docílil třetí nejvyšší návštěvnosti, kdy vydělal 17,1 milionů dolarů.

### Recenze
Film získal mix recenze od kritiků. Na recenzní stránce Rotten Tomatoes získal ze 197 započtených recenzí 31 procent s průměrným ratingem 5 bodů z deseti. Na serveru Metacritic snímek získal z 38 recenzí 40 bodů ze sta. Na Česko-Slovenské filmové databázi snímek získal 72%.